# Draycott in the Clay
Draycott in the Clay est un village et une paroisse civile du Staffordshire, en Angleterre.